# 오구라 쇼헤이
오구라 쇼헤이(일본어: 小椋 祥平, 1985년 9월 8일 ~ )는 일본의 전 축구 선수이다.

## 구단 경력
그는 2004년부터 2019년까지 J리그의 미토 홀리호크, 요코하마 F. 마리노스, 감바 오사카, 몬테디오 야마가타, 방포레 고후에서 활동하였다.